# Bang Rak Yai
Bang Rak Yai (tiếng Thái: บางรักใหญ่,phát âm [bāːŋ rák jàj]) là một trong tám subdistrict (tambon) của Huyện Bang Bua Thong, ở Nonthaburi Tỉnh, Thái Lan. Các phó huyện giáp (theo chiều kim đồng hồ từ phía bắc) Bang Rak Phatthana, Bang Rak Noi, Bang Len và Sao Thong Hin. Vào năm 2020, thị trấn này có tổng dân số là 9.547 người.

## Quản trị

### Chính quyền trung ương
Tiểu khu được chia thành 11 làng hành chính (muban).
| No. | Name                                       | Thai                          |
| --- | ------------------------------------------ | ----------------------------- |
| 01. | Ban Khlong Bang Phai (Ban Bang Phai)       | บ้านคลองบางไผ่ (บ้านบางไผ่)       |
| 02. | Ban Bang Rak Yai (Ban Nong Bua)            | บ้านบางรักใหญ่ (บ้านหนองบัว)       |
| 03. | Ban Khlong Bang Rak Yai (Ban Bang Rak Yai) | บ้านคลองบางรักใหญ่ (บ้านบางรักใหญ่) |
| 04. | Ban Bang Rak Yai                           | บ้านบางรักใหญ่                   |
| 05. | Ban Khlong Bang Makham (Ban Khlong Lat)    | บ้านคลองบางมะขาม (บ้านคลองลัด)   |
| 06. | Ban Khlong Bang Phlu (Ban Bang Phlu)       | บ้านคลองบางพลู (บ้านบางพลู)       |
| 07. | Ban Rim Khlong Maenam Om (Ban Khlong Om)   | บ้านริมคลองแม่น้ำอ้อม (บ้านคลองอ้อม) |
| 08. | Ban Khlong Bang Phai                       | บ้านคลองบางไผ่                  |
| 09. | Ban Khlong Bang Duea (Ban Bang Duea)       | บ้านคลองบางเดื่อ (บ้านบางเดื่อ)     |
| 10. | Ban Bang Duea                              | บ้านบางเดื่อ                     |
| 11. | Ban Bang Phraek Noi (Ban Khlong Bang Phai) | บ้านบางแพรกน้อย (บ้านคลองบางไผ่)  |

### Chính quyền địa phương
Khu vực của tiểu khu được chia sẻ bởi hai tổ chức hành chính địa phương.
- Bang Bua Thong Town Municipality (เทศบาลเมืองบางบัวทอง)
- Bang Rak Yai Subdistrict Administrative Organization (องค์การบริหารส่วนตำบลบางรักใหญ่)